# Fractal Audio Systems
Fractal Audio Systems LLC. — американская компания расположенная в Плэстоу, штат Нью-Гемпшир (англ. Plaistow, New Hampshire) занимающаяся разработкой и производством профессионального музыкального оборудования. Компания получила известность в музыкальном мире после начала выпуска серии процессоров эффектов Axe-FX.

## Продукты

### Axe-FX

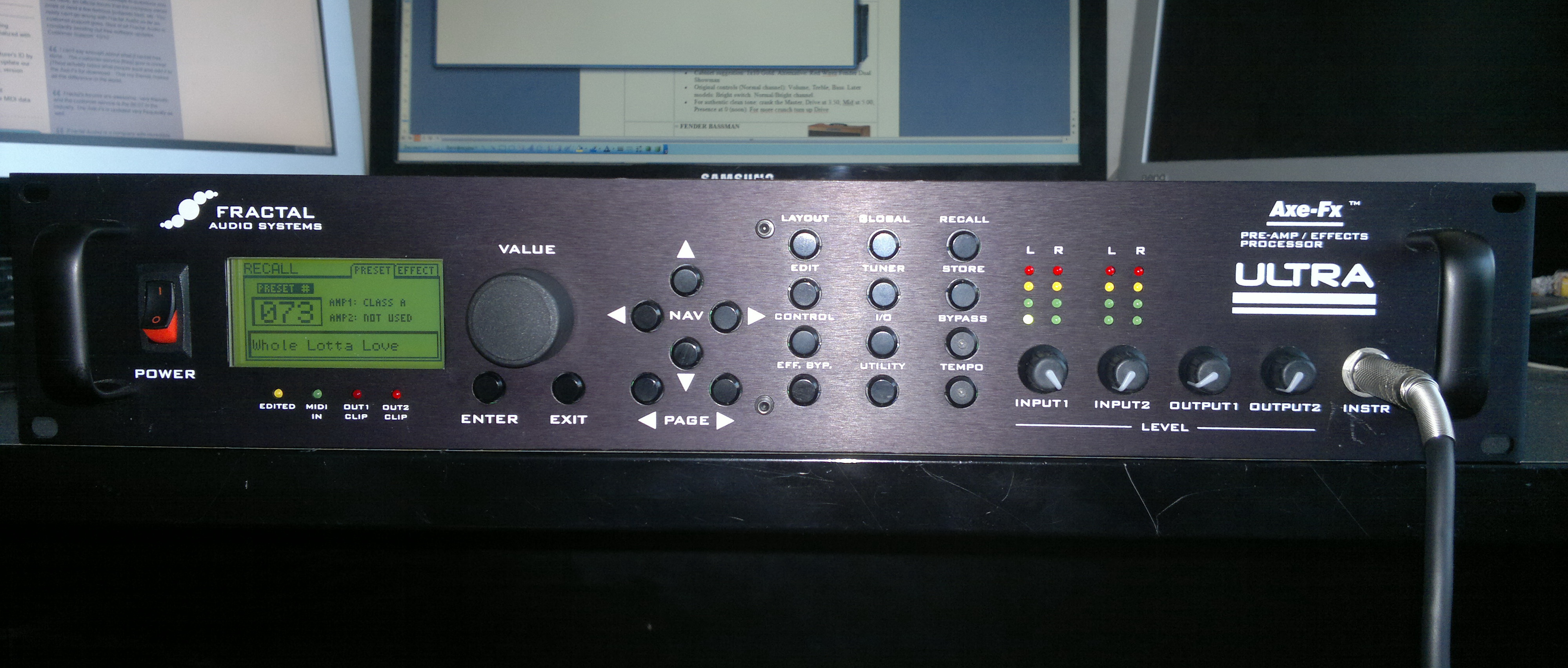
Fractal Audio Axe-FX Ultra

Процессор/предусилитель Axe-FX выпускался в двух исполнениях Standart и Ultra, которые различаются тактовой частотой процессора и объёмом памяти. Кроме того, Ultra содержит расширенный набор встроенных эффектов. Качество и скорость обработки (задержка) на обеих версиях одинаковы.
Устройство получило массу положительных отзывов в англоязычной музыкальной прессе и среди музыкантов. В отзывах акцентируется внимание на очень хорошем качестве моделирования усилителей и кабинетов, а также гибкости и разнообразности эффектов.

### Axe-FX II
Axe-FX II — модель второго поколения, моделирующая больше различного оборудования и обладающая более высокой производительностью благодаря использованию двух процессоров. Имеет интерфейс USB, что позволяет подключать устройство к компьютеру напрямую, без участия аудиокарты.

### MFC-101
Напольный MIDI-контроллер специально разработанный для использования с Axe-FX. Тем не менее, может использоваться с другими MIDI-совместимыми устройствами.

### Atomic Amps
Линейка, состоящая из усилителя мощности и двух моделей кабинетов, каждый из которых выпускается в активной (со встроенным усилителем) и пассивной (без усилителя) версии. Отличается плоской амплитудно-частотной характеристикой и низким уровнем искажений.

## Fractal Audio FM3 Mark II Turbo
FM3 Amp Modeler/ Multi-FX — новый компактный напольный гитарный процессор от Fractal Audio Systems.
В приборе представлено новое поколение алгоритмов моделирования усилителей, эмуляции кабинетов и эффектов. При этом FM3 отвечает всем основным требованиям, ожидаемым от продукции Fractal Audio Systems: исключительное качество звука, производительность и гибкость настройки.
FM3 размещается в прочном стальном шасси с защитными заглушками. От старшей рэковой модели Axe-Fx III он перенял тот же полноцветный экран и привычную эргономику ручек управления. Каждый из трех футсвичей имеет мультицветную LED-индикацию, а также выделенный LCD-экран. Футсвичи имеют различный функционал, включая tapи hold, который может быть кастомизирован в соответствии с 8 настройками.
FM3 использует технологию моделирования ARES, которая была разработана для флагманского гитарного процессора Axe-Fx III. Алгоритмы ARES позволяют воспроизводить тонкие звуковые особенности реальных гитарных усилителей. В приборе более 265 моделей усилителей с удивительной палитрой различных звуков: от чистого и неуловимого «края брейкапа», теплого чувствительного овердрайва до разрушительного современного дисторшна.
FM3 также включает в себя всю коллекцию импульсов гитарных кабинетов от Axe-Fx III. В дополнении к потрясающему заводскому набору из 2200+ импульсов, в приборе есть место для ещё 2000+ пользовательских кабов, которые можно загрузить из бесплатных или платных паков.
Будучи мульти-FX процессором в FM3 включает в себя впечатляющий набор изумительных по качеству эффектов: педали перегруза, дилеи, ревербераторы, компрессоры, эквалайзеры, эффекты модуляции, лупер и много другое.
Как и в других процессорах Fractal Audio пресеты в FM3 построены на блоках в сетке 4х12. Дополнительно для каждого пресета имеется 8 сцен, которые могут включать/отключать эффекты, переключать каналы, регулировать громкость и многое другое. Гибкая система модификаторов позволяет менять параметры эффектов в реальном времени самыми различными способами: от встроенных осцилляторов до внешних контроллеров, футсвичей или педалек. Также в приборе встроены высокоточный полноэкранный тюнер, два глобальных эквалайзера и удобная функция Tap Tempo.
На задней панели FM3 расположились инструментальный вход, основанный на фирменной малошумной аналоговой схеме Fractal Audio, основные стерео выходы, выход на наушники, MIDI In и Out/Thru и цифровой выход SPDIF 48кГц. Вторая стереопара TRS входов и выходов ¼″ Humbuster могут быть использованы в качестве петли эффектов или для других вспомогательных целей. Например, можно выводить сигнал со спикер-симуляцией в линию, а параллельно второй сигнал без спикер-симуляции направлять в усилитель мощности и гитарный кабинет на сцене для мониторинга. А 4х4 USB завершает перечисление насыщенного функционала по входам и выходам этого маленького прибора.
С помощью порта FASLINKII к FM3 подключается до двух дополнительных футсвич-контроллеров FC6 или FC12, что позволяет расширить возможности управления в соответствии с требованиями музыканта.

## Артисты
Из наиболее известных музыкантов использующих продукцию Fractal Audio (в первую очередь Axe-FX) можно отметить следующих:
- Михаил Круг из группы Михаил Круг
- Стив Вай
- Metallica
- Джон Петруччи из Dream Theater
- Двизил Заппа из Zappa Plays Zappa
- Эдриан Белью
- Крис Бродерик из Megadeth
- Марти Фридман
- Джефф Шредер из The Smashing Pumpkins
- Фредрик Тордендаль из Meshuggah
- Эдж из U2
- Тосин Абаси и Хавьер Рейес из Animals as Leaders
- Миша Мансур, Джейк Боуэн, Адам Гетгуд и Марк Холкомб из Periphery
- Angel Vivaldi
- Лукас д’Анжело и Батист Вигье из Betraying The Martyrs
- Acle Kahney и James Monteith из группы Tesseract
- Владимир Холстинин и Сергей Попов из группы «Ария»